# Fujin
Fujin es un personaje ficticio de la serie de videojuegos de lucha Mortal Kombat. Hizo su primera aparición en Mortal Kombat Mythologies: Sub-Zero e hizo su primera aparición como personaje jugable en Mortal Kombat 4/Mortal Kombat Gold.

## Biografía ficticia
Fujin es el Dios del Viento de la Tierra. Después de los acontecimientos de Mortal Kombat Gold, se convirtió en el nuevo protector de la Tierra. Él venció a Raiden, que había ganado su lugar como uno de los Dioses Antiguos. Su apariencia es la de un hombre alto, eterno y musculoso con el pelo blanco largo y ojos blancos que brillan intensamente. La parte posterior de su traje muestra el carácter chino «空», cuya traducción es aire o cielo. Tiene una gran variedad de ataques de vientos que controla a voluntad. A pesar de que no puede volar, utiliza sus tornados para levitar (una muestra de esto es el inmenso tornado que utiliza en Mortal Kombat Mythologies: Sub-Zero). Aunque es más indiferente y abstracto en carácter que Raiden, Fujin también forma parte de la Tierra y está dispuesto a defenderla cuando es necesario.
Durante los eventos de Mortal Kombat X, Fujin defiende la Tierra junto con Raiden, contra las fuerzas de Shinnok y el hechicero Quan Chi.
Dos años después, durante los acontecimientos Mortal Kombat 11, Frost revela a Raiden que Cetrion le ordenó congelar a Fujin y entregárselo, revelando al Dios del Trueno que su amigo está muerto y despertando su ira.

## Apariciones en los juegos

### Mortal Kombat Mythologies: Sub-Zero
Primera aparición de Fujin, donde es presentado como el Dios del Viento.

#### Jefe secundario
Es el primer jefe en las cuatro zonas del templo, sus habilidades son: El control sobre el viento y agilidad sobrenatural.

#### Desenlace
En el momento que es vencido se eleva en el aire, se centra en un torbellino, descendiendo su cuerpo termina explotando en un charco de sangre. Este final no es canónico.

### Mortal Kombat 4/Mortal Kombat Gold

#### Biografía
También conocido como el Dios del Viento, Fujin se une a Raiden en su lucha contra Shinnok como uno de los últimos dioses sobrevivientes de la Tierra. Los otros dioses fueron derrotados en una guerra entre las fuerzas de Shinnok y los dioses ancestrales. Ahora se prepara para la batalla final entre las fuerzas de la luz y los demoníacos guerreros de la oscuridad.

#### Movimientos Especiales
- Huracán: Realizando un movimiento de invocación, hace emerger del piso una columna de viento que eleva en el aire a su oponente. En una segunda combinación de botones, hace bajar súbitamente la columna, provocando que el oponente se estrelle en el piso. Este ataque también puede complementarse con golpes de puño y patadas altos, mientras el oponente está flotando.
- Levitación: Posición del cuerpo en que levanta ambos brazos y con sus piernas se alza manteniéndose en lo alto.
- Golpe de Caída: Mientras realiza la Levitación se posiciona con su puño hacia adelante y empieza con una caída en picada hacia al oponente derribándolo.
- Rodillazo frontal: Dando un salto, se traslada de un lado al otro de la pantalla con la rodilla en alto. Si el oponente lo esquiva, llega hacia el otro lado a gran velocidad. Pero si logra alcanzar a su oponente, lo atropella con la rodilla generando un efecto tembloroso entrecortado y dando la impresión de dar varios golpes en forma consecutiva, con la misma rodilla.
- Tornado Supremo: Comienza a girar sobre sí mismo, generando un torbellino alrededor de su cuerpo. Si el oponente es alcanzado por el torbellino, es levantado hasta la copa del mismo y arrojado contra el suelo una vez que cesa el movimiento.
- Teletransportación de Vuelo: Mientras realiza un salto se desvanece en un destello de luz, aparece donde el desée con otro destello.

#### Arma
- Ballesta de Viento

#### Fatality
- Torbellino Explosivo: Ejecutando su usual Huracán hace levitar al ponente, mientras lo hace girar desenfunda su arma, lanzando un certero disparo de su ballesta, hace que el impacto haga explotar en miles de pedazos al oponente, caerán sangre y huesos.
- Torbellino Desgarrador: Ejecutando su usual Huracán aumenta la potencia de su ataque, el torbellino creado recorrerá el cuerpo del oponente, el cual no resistirá la potencia, la piel se le saldrá y quedará sólo el cadáver, el cual cae al suelo.

#### Final
Fujin se encontraba en una cámara en presencia de los Dioses Antiguos. De pronto, aparece Raiden frente a él y le dice, "Fujin, ahora que Shinnok ha sido derrotado, he ascendido al estado de Dios Antiguo, por lo que debo elegir a alguien de confianza para ser mi sucesor como Guardián de la Tierra, he decidido dejarte a cargo". Fujin entonces le contesta, "acepto la oferta, Raiden". Dicho esto, Raiden le entrega su báculo a Fujin y desaparece. Fujin dice, "no te fallaré", y entonces escucha decir a Raiden, "por eso te escogí".

## Apariciones de Fujin
- Mortal Kombat Mythologies: Sub-Zero
- Mortal Kombat 4
- Mortal Kombat Gold
- Mortal Kombat Unchained
- Mortal Kombat: Deception
- Mortal Kombat: Armageddon
- Mortal Kombat 9
- Mortal Kombat X
- Mortal Kombat 11